# August Winter (Politiker, 1815)
Johann Carl August Winter (* 4. Oktober 1815 in Hannover; † 31. Mai 1876 in Göttingen) war ein deutscher Jurist und Politiker.

## Leben
Winter war der Sohn des Eisenhändlers Johann Joachim Winter. Er war evangelischer Konfession und blieb ledig. Winter studierte von 1832 bis 1836 Geschichte und Rechtswissenschaft an den Universitäten Göttingen und Berlin. Danach war er von 1837 bis 1841 Amtsauditor in Liebenburg. Zwischen 1841 und 1849 war er Amtsassessor, zunächst in Alfeld, von 1844 bis 1845 in Steuerwald-Marienburg und seit 1845 in Liebenburg. 1849 trat er freiwillig aus dem Staatsdienst aus. Danach lebte er von 1849 bis 1876 als wissenschaftlicher Publizist in Göttingen und war Verfasser staatswissenschaftlicher Werke sowie mehrerer Gutachten.
Vom 29. Mai 1848 bis zum 21. Mai 1849 vertrat er den Wahlkreis 14. Hannover (Celle) in der Frankfurter Nationalversammlung. Im Parlament blieb er fraktionslos und stimmte überwiegend mit der Rechten. Er gehörte zu den Abgeordneten, die gegen die Wahl Friedrich Wilhelms IV. zum Kaiser der Deutschen stimmten.